# Іто Кадзуко (тенісистка)
Іто Кадзуко (нар. 21 серпня 1963) — колишня японська тенісистка.
Найвищу одиночну позицію світового рейтингу — 325 місце досягла 26 жовтня 1987, парну — 158 місце — 24 квітня 1989 року.

## Фінали ITF

### Парний розряд (3–1)
| Результат | Ранг | Дата              | Турнір                 | Покриття | Партнерка       | Суперниці                 | Рахунок       |
| --------- | ---- | ----------------- | ---------------------- | -------- | --------------- | ------------------------- | ------------- |
| Перемога  | 1.   | 11 листопада 1984 | Хіросіма, Японія       | Тверде   | Фурухасі Фуміко | Черіл Джонс Юдіт Варрінга | 2–6, 6–2, 7–5 |
| Поразка   | 1.   | 24 листопада 1986 | Кіото, Японія          | Тверде   | Junko Kimura    | Яюк Басукі Сузанна Вібово | 3–6, 3–6      |
| Перемога  | 2.   | 17 жовтня 1988    | Куросіо (Коті), Японія | Тверде   | Кадзіта Ясуйо   | Хіросе Аяко Окада Сіхо    | 7–5, 6–4      |
| Перемога  | 3.   | 14 листопада 1988 | Кіото, Японія          | Тверде   | Кадзіта Ясуйо   | Кіміко Дате Хосокі Юко    | 6–4, 7–5      |